# ستيوارت أرنولد
ستيوارت أرنولد (بالإنجليزية: Stuart Arnold)‏ هو مهندس أنظمة ‏ بريطاني، ولد في 1945، وتوفي في 2015.